# Episema obsoleta
Episema obsoleta là một loài bướm đêm trong họ Noctuidae.